# Willberg (rivière)
La rivière Willberg  (anglais : Willberg River, aussi écrit Wilberg River) est un cours d’eau de la région de la West Coast de l’Île du Sud de la Nouvelle-Zélande.

## Géographie
Elle s’écoule initialement vers le nord-ouest avant de tourner au sud-ouest, atteignant la rivière Poerua à 12 kilomètres au sud de la ville de Hari Hari.